# Sint-Petrus'-Bandenkerk (Leende)
De Sint-Petrus'-Bandenkerk in Leende is een laat-gotische kruisbasiliek met ingebouwde toren, die na de brand van 1699, ontstaan door blikseminslag, in 1714 weer opgebouwd is. De toren is bekroond met een blaasvormige bol die in de volksmond de 'Lindse Blaos' wordt genoemd. Dit karakteristieke beeld is al van verre zichtbaar. De toren werd hersteld in 1884, 1905 en 2001. Ze heeft vier klokken, die na de roof van de klokken door de bezetter tijdens de Tweede Wereldoorlog door nieuwe werden vervangen. De toren wordt gesteund door vier overhoekse steunberen, waarvan een de functie van trappentoren heeft en wordt bekroond door een afzonderlijk spitsje. De toren is versierd door lisenen die de vlakken in spaarvelden verdelen, die afgesloten worden door natuurstenen driepasfriezen. De westingang is tijdens de restauratie van 1905 naar neogotische trant vernieuwd.
Hoewel de kerk vermoedelijk gereed kwam in 1474 is het priesterkoor ouder. Dit dateert van omstreeks 1400. Het schip is een voorbeeld van Maasgotiek. Dit blijkt uit de zuilen met Maaskapitelen, wat plat tegen de schacht aangedrukte plompebladeren zijn, en uit de door kruinribben onderverdeelde kruisribgewelven. Maaskapitelen zijn zeldzaam in Noord-Brabant, doch komen in Limburg meer voor.
Het interieur bevat een hardstenen doopvont uit omstreeks 1500, een 17e-eeuwse preekstoel, een 15e-eeuws triomfkruis en Moeder van Smarten, een 16e-eeuws beeld van Sint-Catharina en Sint-Barbara, en een Sint-Annabeeld uit omstreeks 1750. Het interieur is betrekkelijk kaal en vertoont ook elementen uit de neogotiek. Carl Weber en Pierre Cuypers hebben gewerkt aan diverse verbouwingen, zoals verhoging van het priesterkoor en verplaatsing van de ingang. Architect Cees Geenen ontwierp de zijkapellen die in 1939-1940 gebouwd zijn.
In de kerk bevindt zich ook een geheel gerestaureerd orgel uit 1860, van de Mechelse orgelbouwer F.B. Loret, die leefde van 1808-1877.
De kerk is van 1648 tot 1798 in gebruik geweest voor de protestante eredienst. Aangezien het aantal hervormden in Leende gering was, werden er ook gemeenteraadsvergaderingen in de kerk gehouden.